# Projecte de la depressió del Qattara
El Projecte de la depressió del Qattara, o Projecte Qattara per abreujar-se, és un concepte de projecte de macroenginyeria a Egipte. Amb l'abast de la resclosa superior d'Assuan, la intenció és desenvolupar el potencial hidroelèctric de la depressió de Qattara mitjançant la creació d'un llac artificial.

La depressió de Qattara és una regió que es troba a 60 m sota el nivell del mar de mitjana i actualment és un desert immens i deshabitat. L'aigua es podria deixar entrar a la zona connectant-la a la mar Mediterrània amb túnels i/o canals. L'aigua que entra s'evaporaria ràpidament a causa del clima desèrtic. Un equilibri controlat d'entrada i evaporació produiria un flux continu per generar hidroelectricitat. Finalment, la depressió es convertiria en un llac hipersalí o una salina, ja que l'aigua de mar que s'evapora deixa enrere la sal que conté. Això tornaria la depressió de Qattara al seu estat actual però amb els seus sòls sabkha desenes de metres més alts, permetent la mineria de sal.

Mapa de la depressió de Qattara amb rutes fluvials. Totes les rutes proposades per a una ruta de túnel i/o canal des del la mar Mediterrània cap a la depressió de Qattara

El concepte consisteix a excavar un gran canal o túnel d'uns 55 a 100 km, en funció de la ruta escollida fins a la mar Mediterrània, per portar aigua de mar a la zona. Una alternativa seria una tuberia de 320 km al nord-est fins al riu Nil d'aigua dolça al sud de Rosetta. En comparació, el canal de Suez d'Egipte té actualment 193 quilòmetres de longitud. En equilibrar l'entrada i l'evaporació, el nivell d'aigua del llac es pot mantenir constant. Diversos nivells de llacs proposats es troben a 70, 60 i 50 metres sota el nivell del mar.

## Propostes

### Roudaire
El primer suggeriment documentat per inundar grans parts del desert del Sàhara va ser del geògraf francès François Élie Roudaire, la proposta del qual va inspirar l'últim llibre de l'escriptor Jules Verne, La invasió del mar. Els plans per utilitzar la depressió de Qattara per a la generació d'electricitat es remunten al 1912 del geògraf berlinès Albrecht Penck.

### John Ball
El tema va ser tractat per primera vegada amb més detall pel Dr. John Ball l'any 1927. El Dr. Ball també va fer els primers càlculs preliminars sobre la taxa d'ompliment possible, la taxa d'entrada, la producció d'electricitat i la salinitat.
La naturalesa de Qattara com a depressió sembla haver estat desconeguda fins després de la Primera Guerra Mundial. El mèrit del seu descobriment recau en el Dr. John Ball, director anglès del Survey of Egypt, que va supervisar el cartografia de la depressió el 1927 i que primer va suggerir utilitzar-la per generar hidroelectricitat. El 1957 l'Agència Central d'Intel·ligència dels Estats Units d'Amèrica va proposar al president Dwight Eisenhower que la pau a l'Orient Mitjà es podria aconseguir inundant la depressió de Qattara. La llacuna resultant, segons la CIA, tindria quatre beneficis:
- Seria espectacular i tranquil.
- Alteraria materialment el clima a les zones adjacents.
- Proporcionaria treball durant la construcció i zones d'habitabilitat després de la finalització per als àrabs palestins.
- Aconseguiria que el president egipci Gamal Abdel Nasser tingués la «ment sobre altres assumptes» perquè «necessitava alguna manera de sortir del ganxo soviètic».

### Friedrich Bassler
A partir de 1964 el Prof. Friedrich Bassler va dirigir el «Board of Advisers» internacional que s'encarregava de planificar i finançar les activitats del projecte. També va assessorar el govern egipci sobre la qüestió a partir de 1975. Va ser nomenat per fer un primer estudi preliminar de viabilitat pel Ministeri Federal d'Economia alemany a Bonn.
Bassler va ser el motor del projecte Qattara durant gairebé una dècada. A meitat de la dècada del 1970, un equip de vuit científics i tècnics, majoritàriament alemanys, treballava en la planificació de la primera central elèctrica de depressió hidrosolar del món. El primer estudi Bassler de 1973 va establir les bases perquè el govern egipci encarregués un estudi propi. El 1975 va decidir que Bassler i un grup d'empreses conegut com «Joint Venture Qattara» havien de dur a terme un estudi de viabilitat del projecte.
El concepte del projecte era: l'aigua mediterrània s'hauria de canalitzar a través d'un canal o túnel cap a la depressió de Qattara, que es troba sota el nivell del mar. Llavors aquesta aigua cauria a la depressió a través de canalitzacions per a la generació d'electricitat. L'aigua s'evaporaria ràpidament a causa del clima molt sec i calent un cop a la depressió. Això permetria que entri més aigua a la depressió i crearia una font contínua d'electricitat.
Un canal de 60 metres de profunditat connectaria la Mediterrània amb la vora de la depressió en aquest estret istme. Aquest canal lliuraria aigua a la depressió a més de ser una ruta de navegació cap al llac Qattara amb un port i zones de pesca a la depressió. La depressió s'havia d'omplir fins a una alçada de 60 m sota el nivell del mar. Caldria un total de 10 anys per omplir-se a aquest nivell. Després d'això, el flux entrant es compensaria amb l'evaporació sortint i faria que el nivell del llac deixi de canviar.
En la primera fase del projecte, l'estació Qattara 1 havia de generar 670 megawatts. La segona fase era generar 1.200 megawatts addicionals. Una instal·lació hidroelèctrica reversible per bomba augmentaria la capacitat màxima de producció amb altres 4.000 megawatts, amb un total d'uns 5.800 megawatts.
El problema central del projecte va ser el cost i la dificultat tècnica de desviar l'aigua de mar a la depressió. Els càlculs van demostrar que excavar un canal o túnel seria massa car. Seria necessari el desminatge per eliminar alguns dels milions de projectils d'artilleria sense explotar que van quedar de la Segona Guerra Mundial al nord d'Egipte. En conseqüència, l'ús d'explosius nuclears per excavar el canal va ser una altra proposta de Bassler. Aquest pla demanava la detonació dins de forats de 213 dispositius nuclears, cadascun produint 1,5 megatones (és a dir, 100 vegades la de la bomba atòmica utilitzada contra Hiroshima). Això encaixa dins del programa Àtoms per la Pau proposat pel president Dwight Eisenhower el 1953. Els plans d'evacuació citaven un nombre d'almenys 25.000 evacuats. Les ones de xoc de l'explosió també podrien afectar la tectònicament inestable del Rift de la Mar Roja situat a només 450 km del lloc de les explosions. Un altre perill era l'augment de l'erosió de la costa perquè els corrents marins podien canviar de tal manera que fins i tot zones costaneres molt remotes s'erosionarien. A causa de la preocupació sobre l'ús d'una solució nuclear, el govern egipci va rebutjar el pla, i les parts interessades del projecte van renunciar al projecte.

### Interès continuat
Des d'aleshores, científics i enginyers encara exploren ocasionalment la viabilitat d'aquest projecte, com a clau per resoldre les tensions econòmiques, poblacionals i ecològiques de la zona, però el projecte encara s'ha de dur a terme.